# Làscaris
Els Làscaris (grec medieval: Λάσκαρις i, posteriorment Λάσκαρης) foren una família romana d'Orient que fou la dinastia regnant de l'Imperi de Nicea entre el 1204 i el 1261. Segons l'historiador Jordi Paquimeres, també es deien Tzamànduros (Tζαμάντουρος). El nom «Làscaris» és documentat per primera vegada el 1059, tot i que no és clar que aquesta menció tingui a veure amb la posterior família imperial, car es referia a uns camperols. A més de Constantí Làscaris, que podria haver estat emperador romà d'Orient durant uns mesos entre el 1204 i el 1205, la nissaga donà quatre emperadors de Nicea: Teodor I, Joan III (per matrimoni), Teodor II i Joan IV.
El 1261, Miquel VIII Paleòleg, coemperador amb l'infant Joan IV des del 1259, reconquerí la ciutat de Constantinoble i, tot passant per sobre dels drets successoris de Joan IV Làscaris sense cap mena d'escrúpols, es feu coronar a Santa Sofia per consumar la restauració de l'Imperi Romà d'Orient després de la Quarta Croada. El nen fou cegat i tancat en un monestir, on moriria 44 anys més tard. Tanmateix, altres membres de la família Làscaris continuaren ocupant càrrecs de certa importància en la burocràcia romana d'Orient fins a la caiguda de Constantinoble el 1453.
Els Làscaris de Ventimiglia, una branca italiana de la família, sorgí del matrimoni entre Guillem Pere I de Ventimiglia i Eudòxia Lascarina, filla de l'emperador nicè Teodor II Làscaris. A la mort del seu marit, Eudòxia emigrà a la Corona d'Aragó, on fou acollida amb molt de respecte a la cort del rei Jaume el Conqueridor i on romangué fins a la seva mort a principis del segle xiv. Els seus cinc fills feren fortuna a Catalunya.